# 楠本正継
楠本 正継（くすもと まさつぐ、明治29年（1896年）12月29日 - 昭和38年（1963年）12月23日）は、大正～昭和時代の中国哲学者。楠本海山の子として生まれ、祖父に楠本端山を持つ。

## 経歴
- 明治29年（1896年） - 長崎県の針尾島に生まれる
- 大正11年（1922年） - 東京帝国大学支那哲学科卒業
- 大正12年（1923年） - 浦和高等学校教授
- 大正15年（1926年） - 九州帝国大学法文学部助教授
- 昭和2年（1927年） - 九州帝国大学法文学部教授
- 昭和3年（1928年） - ドイツ・イギリス・中国に留学
- 昭和17年（1942年） - 文学博士取得。学位論文は「陸王学派思想の発展」。
- 昭和19年（1944年） - 九州帝国大学図書館長
- 昭和35年（1960年） - 定年退官・名誉教授。この後は福岡で研究生活。
- 昭和37年（1962年）11月5日 - 『宋明時代儒学思想の研究』（広池学園出版部）刊行
- 昭和38年（1963年）12月23日 - 死去
- 昭和39年（1964年） - 『宋明時代儒学思想の研究』第二版（広池学園出版部）刊行
- 昭和50年（1975年） - 論文集「楠本正継先生中国哲学研究」（国士舘大学附属図書館編、国士舘大学出版）刊行

## 著作
- 『宋元理學史的「心即理」思想』北京近代科学図書館発行 中国語　19--年
- 『宋明両思想の葛藤』楠本正継個人出版　1957年1月
- 『九州儒学思想の研究』楠本正継等著　楠本正継個人出版　1957年
- 『宋明時代儒学思想の研究』広池学園出版部　1962年11月

## 論文
- 「莊子、天籟考」
- 「全体大用の思想（朱子学の発展）」
- 「熊本実学思想の研究」
- 「宋明思想家の考えた教育の本質」